# Aspremont
Aspremont (La Chanson d'Aspremont) (asi 1188) je francouzský středověký hrdinský epos, jeden z tzv. chansons de geste, patřící do Karolínského (královského) cyklu. Jde o neobvykle dlouhou píseň, převážně asonovanou, ale objevuje se v ní již rým. Epos se také někdy označuje jako Enfances Roland (Rolandovo mládí), protože líčí první hrdinské činy rytíře Rolanda.
Historický podklad písně je nejasný, epos pravděpodobně odráží války Karla Velikého s Langobardy a saracénské invaze na Apeninský poloostrov v průběhu 9. století.
Píseň byla velice oblíbená v Itálii. Existuje frankoitalská verze Aspramonte z 13. století. a italské prozaické zpracování z 15. století, jehož autorem je Andrea da Barberino. Kromě Francie a Itálie se epos rozšířil do Anglie a do Skandinávie, kde jej zpracovává Karlamagnús saga, norské prozaické převyprávění Královského cyklu z konce 13. století. Některé motivy písně parafrázuje Julius Zeyer ve své Karolinské epopeji (1896).

## Obsah eposu
Epos popisuje idealizovaný obraz sjednocených křesťanských vojsk, shromážděných pod praporem Karla Velikého, aby bojovala proti Saracénům, vedeným africkým emírem Agolantem a jeho synem Helmontem, kteří napadli Kalábrii. K rozhodující bitvě dochází v pohoří Aspromonte (Aspremont), které se Karel Veliký zúčastní se svými paladiny (mezi nimi je i odbojný Girart de Fraite, pro kterého ochrana křesťanství dočasně zvítězí nad jeho spory s císařem). Vystupuje zde rovněž arcibiskup Turpin, jehož kříž se v bitvě promění v oslňující slunce, před nímž pohané prchají.
Roland má pro své mládí od Karla Velikého zakázáno se bitvy zúčastnit, Příkazu neuposlechne a nakonec Karlovi zachrání život v souboji s Helmontem, kterého zabije palicí, protože ještě nemá meč (není ještě rytířem). V bitvě je v souboji s rytířem Ogierem zabit také emír Agolant. Jeho žena se nechá pokřtít a vezme si syna uherského krále. Karel Veliký Rolandovi neuposlechnutí příkazu odpustí a za odměnu mu daruje Helmontova koně Veillantifa a jeho meč Durandal, kterým jej pasuje na rytíře.
Na konci eposu se Karel Veliký vrací triumfálně do Francie, anonymní autor eposu však naznačuje, že jej čeká dlouhá feudální válka mezi ním a jeho vzpurným vazalem Girardem de Fraite (Girartem de Roussillon).